# Anaconda 3: Offspring
Anaconda 3: Offspring é um telefilme americano de 2008, do gênero terror e aventura dirigido por Don E. FauntLeRoy.

## Sinopse
Em um laboratório de pesquisas secretas no interior da Europa, duas cobras rei e rainha (macho e fêmea) gigantescas são submetidas a testes por um brilhante cientista. Mas o gerente de finanças abusa da experiência, e as serpentes escapam, então uma equipe é contratada para matar a cobra, juntamente com Amanda, que ajudou a criar as cobras, após um momento de terror e sangue, chega mais um para completar a equipe, é Hammett, um caçador.

## Elenco
- David Hasselhoff.... Hammett
- Crystal Allen.... Amanda Hayes
- John Rhys-Davies.... Murdoch
- Patrick Regis.... Nick
- Toma Danila.... Victor
- Ricardo Visnnardi.... Ethan Sccarmann
- Anthony Green.... Capitão Grozny
- Serban Celea.... Prof. Kane